# Robert Campin

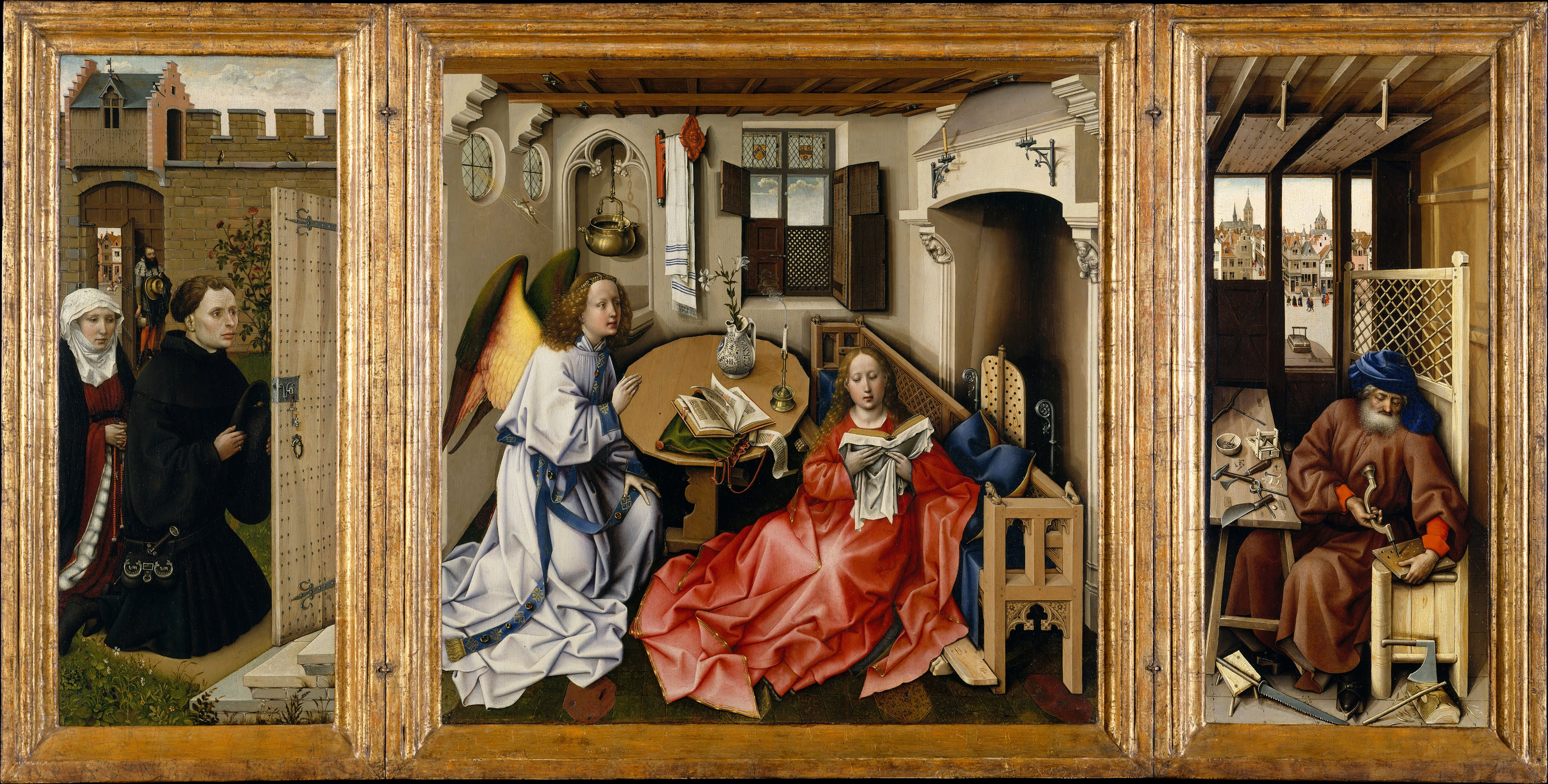
Robert Campin: Oltář z Mérode

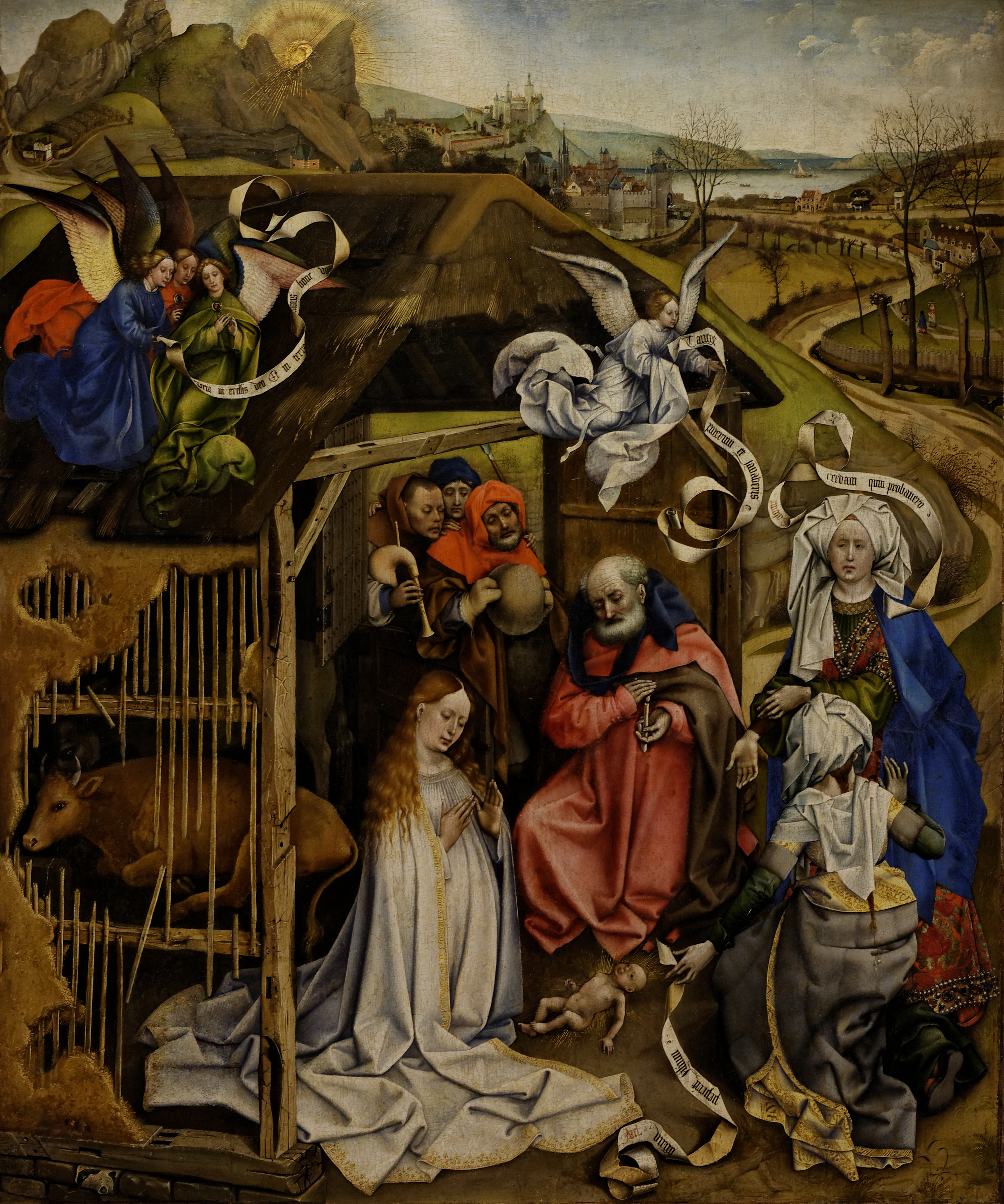
Narození Krista, Dijon

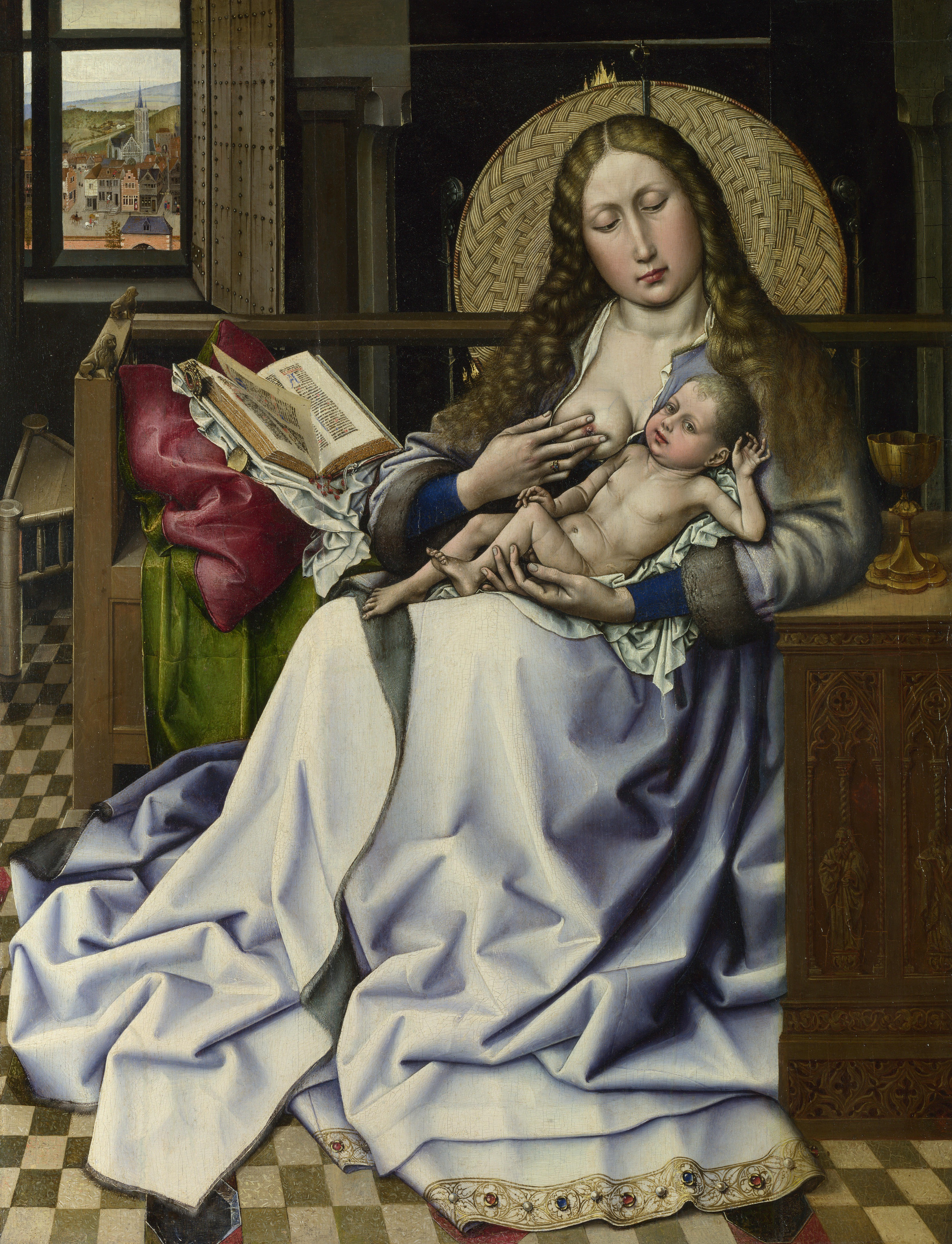
Robert Campin: Madona (před r. 1430)

Robert Campin, dříve označovaný jako Mistr z Flémalle (podle tří deskových obrazů z opatství Flémale u Lutychu) či Mistr mérodeského oltáře (kolem 1375 nebo 1378-79, Tournai (?) – 26. dubna 1444, Tournai), byl nizozemský malíř, vedle Jana van Eycka ústřední postava Severské renesance.

## Život
Nejstarší doklady o Campinovi pocházejí z první dekády 15. století: roku 1406 je uváděn jako svobodný mistr malířského cechu v Tournai. Z toho se soudí, že tehdy musel být ve věku něco přes 25 let.
Roku 1410 se v této obci stal měšťanem, takže možná přímo z Tournai nepocházel. Působil pak v řadě městských úřadů a získal od města mnoho zakázek. Roku 1427 se stali jeho žáky Jacques Daret a „Rogelet de la Pasture“ – zřejmě Rogier van der Weyden. V červenci 1432 byl odsouzen k ročnímu zákazu činnosti za to, že udržoval poměr s jistou Leurence Poletteovou, ačkoli jeho právoplatnou manželkou byla Ysabiel de Stocquainová. V této době se osamostatnili jeho žáci Rogier van der Weyden a Jacques Daret, kteří si v době mistrovy nepřítomnosti založili vlastní dílny. Zbytek trestu byl Campinovi odpuštěn v říjnu 1432, od té doby však získával mnohem méně zakázek než dříve.

## Dílo
V díle Roberta Campina, které vychází ze středověkých knižních iluminací, je po doznění gotického slohu poprvé patrný nizozemský měšťanský realismus. Campin vyniká především realistickým podáním a zobrazením detailů jakého nedosáhl žádný malíř před ním. Jeho přínosem je plastická modelace tělesných tvarů, monumentálnost a expresivnost obsahu a prohloubení obrazového prostoru pomocí architektur nebo průhledů do krajiny. Za jedinečné dílo je v tomto smyslu považován obraz Narození Krista z Dijonu, kde je v pozadí zelená krajina se zmlazenými stromy a vlnící se cestou, přes kterou padají stíny časného ranního světla.
Na Oltáři z Merode, objednaném některým členem rodiny Maline z Igelbrechtu, je zobrazen interiér s množstvím žánrových detailů. Na levém křídle donátoři klečí v předsíni a pootevřenými dveřmi pozorují výjev Zvěstování, které tvoří centrální panel. Vedle čtoucí Panny Marie je stůl s otevřenou knihou, uhašenou kouřící svíčkou a bílé lilie v malovaném džbánku. Na pravém křídle je sv. Josef, který ve své truhlářské dílně vyrábí pasti na myši – jako odkaz na výrok sv. Augustina o Josefovi jako pasti na Ďábla.
Campin vedl velkou malířskou dílnu a na řadě obrazů mají podíl jeho žáci. Z jeho vlastní ruky se dochovalo několik podobizen, které vynikají realistickou charakteristikou. Robert Campin byl starší než Jan van Eyck, ale v pozdním období jím byl ovlivněn.
Na jeho dílo navázal jeho žák Rogier van der Weyden i další nizozemští malíři aktivní v 15. století. Ovlivnil také pozdně gotické malířství ve střední Evropě.

### Známá díla
výběr
- Ukládání do hrobu, sbírka hraběte Seilern
- Narození Krista, Musée des Beaux-Arts, Dijon, původně možná Chartreuse de Champmol
- Zasnoubení Panny Marie, Museo del Prado, Madrid
- Oltář s Merode se Zvěstováním P. Marii, donátory a sv. Josefem, Metropolitan Museum of Art, New York
- Panna Maria s dítětem, Städel Institut, Frankfurt
- Sv. Veronika s rouškou, Städel Institut, Frankfurt
- Svatá Trojice, Städel Institut, Frankfurt
- Panna Maria se zjevuje sv. Petru a sv. Augustinovi, Musée Granet, Aix-en-Provence
- Panna Maria s dítětem, Ermitáž, Petrohrad
- Svatá Barbora, Museo del Prado, Madrid
- Podobizna tlustého muže, Gemäldegalerie, Berlín